# Pro12 2016-17
La Temporada 2016-17 del Pro12 de rugby (también conocida por motivos publicitarios como Guinness Pro12 2016–2017) fue la 16.ª edición de la liga profesional de rugby union conocida originalmente como Liga Celta.
De entre los 12 equipos que participaron esta temporada, 4 de ellos son irlandeses: Connacht, Leinster, Munster y Ulster; cuatro galeses: Cardiff Blues, Newport Gwent Dragons, Ospreys y el Scarlets; dos italianos: Treviso y Zebre; y  dos escoceses: Edinburgh y el Glasgow Warriors.
El campeón fue el Llanelli Scarlets que derrotó a Munster Rugby por 46 a 22 en la final disputada en el Aviva Stadium.

## Equipos
| Equipo                | Entrenador      | Capitán                         | Estadio                             | Capacidad     |
| --------------------- | --------------- | ------------------------------- | ----------------------------------- | ------------- |
| Benetton Treviso      | Kieran Crowley  | Alessandro Zanni                | Stadio Comunale di Monigo           | 6 700         |
| Cardiff Blues         | Danny Wilson    | Gethin Jenkins                  | BT Sport Cardiff Arms Park          | 12 500        |
| Connacht              | Pat Lam         | John Muldoom                    | Galway Sportsgrounds                | 8 100         |
| Edinburgh             | Duncan Hodge    | Grant Gilchrist Stuart McInally | Murrayfield Stadium Myreside        | 12 464 6 000  |
| Glasgow Warriors      | Gregor Townsend | Jonny Gray Henry Pyrgos         | Scotstoun Stadium                   | 10 000        |
| Leinster              | Leo Cullen      | Isa Nacewa                      | RDS Arena Estadio Aviva             | 18 500 51 700 |
| Munster               | Rassie Erasmus  | Peter O'Mahony                  | Thomond Park Irish Independent Park | 25 600 9 500  |
| Newport Gwent Dragons | Kingsley Jones  | T. Rhys Thomas                  | Rodney Parade                       | 8 800         |
| Ospreys               | Steve Tandy     | Alun Wyn Jones                  | Liberty Stadium                     | 20 827        |
| Scarlets              | Wayne Pivac     | Ken Owens                       | Parc y Scarlets                     | 14 870        |
| Ulster                | Les Kiss        | Rob Herring Andrew Trimble      | Kingspan Stadium                    | 18 196        |
| Zebre                 | Gianluca Guidi  | George Biagi                    | Stadio Sergio Lanfranchi            | 14 870        |

## Clasificación
Actualizado a últimos partidos disputados el 6 de mayo de 2017 (22.ª Jornada).
|  |     | Equipos               |  | PJ | PG | PE | PP | PF  | PC  | Dif  | PBO | PBD | Pts |
|  | --- | --------------------- |  | -- | -- | -- | -- | --- | --- | ---- | --- | --- | --- |
|  | 1.  | Munster               |  | 22 | 19 | 0  | 3  | 602 | 316 | 286  | 9   | 1   | 86  |
|  | 2.  | Leinster              |  | 22 | 18 | 0  | 4  | 674 | 390 | 284  | 12  | 1   | 85  |
|  | 3.  | Scarlets              |  | 22 | 17 | 0  | 5  | 537 | 359 | 178  | 9   | 0   | 77  |
|  | 4.  | Ospreys               |  | 22 | 14 | 0  | 8  | 556 | 360 | 196  | 10  | 3   | 69  |
|  | 5.  | Ulster                |  | 22 | 14 | 1  | 7  | 521 | 371 | 150  | 6   | 4   | 68  |
|  | 6.  | Glasgow Warriors      |  | 22 | 11 | 0  | 11 | 540 | 464 | 76   | 9   | 5   | 58  |
|  | 7.  | Cardiff Blues         |  | 22 | 11 | 1  | 10 | 508 | 498 | 10   | 3   | 4   | 53  |
|  | 8.  | Connacht (T)          |  | 22 | 9  | 0  | 13 | 413 | 498 | -85  | 5   | 3   | 44  |
|  | 9.  | Edinburgh             |  | 22 | 6  | 0  | 16 | 400 | 491 | -91  | 1   | 6   | 31  |
|  | 10. | Benetton Treviso      |  | 22 | 5  | 0  | 17 | 316 | 664 | -348 | 1   | 2   | 23  |
|  | 11. | Newport Gwent Dragons |  | 22 | 4  | 0  | 18 | 368 | 569 | -201 | 1   | 6   | 23  |
|  | 12. | Zebre                 |  | 22 | 3  | 0  | 19 | 318 | 773 | -455 | 1   | 6   | 19  |

Pts = Puntos totales; PJ = Partidos Jugados; G = Partidos Ganados; E = Partidos Empatados; P = Partidos Perdidos; PF = Puntos a favor; PC = Puntos en contra; Dif = Diferencia de puntos; PBO = Bonus ofensivos; PBD = Bonus defensivos
|  | Campeón 2016/17                                                           |
|  | Clasificados para semifinales y promovidos para la Copa de Europa 2017/18 |
|  | Clasificados para la Copa de Europa 2017/18                               |
|  | Clasificado para la Fase de Clasificación de la Copa de Europa 2017/18.   |
|  | (T) Campeón 2015/16                                                       |

## Resultados

### Fase regular
La Fase regular del Pro12 Rugby dura un total de 22 jornadas, la primera de ellas los días 2 y 3 de septiembre de 2016; y la última el 6 de mayo de 2017.

#### Ida
| Jornada 1     | Jornada 1 | Jornada 1             | Jornada 1                  | Jornada 1       | Jornada 1 |
| Local         | Resultado | Visitante             | Estadio                    | Fecha           | Hora      |
| ------------- | --------- | --------------------- | -------------------------- | --------------- | --------- |
| Leinster      | 20 - 8    | Benetton Treviso      | RDS Arena                  | 2 de septiembre | 19:35     |
| Ospreys       | 59 - 5    | Zebre                 | Liberty Stadium            | 2 de septiembre | 19:35     |
| Ulster        | 29 - 8    | Newport Gwent Dragons | Kingspan Stadium           | 2 de septiembre | 19:35     |
| Scarlets      | 13 - 23   | Munster               | Parc y Scarlets            | 3 de septiembre | 15:00     |
| Connacht      | 5 - 41    | Glasgow Warriors      | Galway Sportsgrounds       | 3 de septiembre | 17:15     |
| Cardiff Blues | 34 - 16   | Edinburgh             | BT Sport Cardiff Arms Park | 3 de septiembre | 19:35     |

| Jornada 2             | Jornada 2 | Jornada 2     | Jornada 2                 | Jornada 2        | Jornada 2 |
| Local                 | Resultado | Visitante     | Estadio                   | Fecha            | Hora      |
| --------------------- | --------- | ------------- | ------------------------- | ---------------- | --------- |
| Newport Gwent Dragons | 11 - 6    | Zebre         | Rodney Parade             | 9 de septiembre  | 19:15     |
| Edinburgh             | 20 - 9    | Scarlets      | BT Murrayfield Stadium    | 9 de septiembre  | 19:35     |
| Munster               | 23 - 24   | Cardiff Blues | Irish Independent Park    | 9 de septiembre  | 19:35     |
| Glasgow Warriors      | 33 - 25   | Leinster      | Scotstoun Stadium         | 10 de septiembre | 15:00     |
| Connacht              | 11 - 32   | Ospreys       | Galway Sportsgrounds      | 10 de septiembre | 19:35     |
| Benetton Treviso      | 11 - 22   | Ulster        | Stadio Comunale di Monigo | 10 de septiembre | 20:05     |

| Jornada 3             | Jornada 3 | Jornada 3        | Jornada 3                  | Jornada 3        | Jornada 3 |
| Local                 | Resultado | Visitante        | Estadio                    | Fecha            | Hora      |
| --------------------- | --------- | ---------------- | -------------------------- | ---------------- | --------- |
| Cardiff Blues         | 23 - 19   | Glasgow Warriors | BT Sport Cardiff Arms Park | 16 de septiembre | 19:00     |
| Ulster                | 19 - 8    | Scarlets         | Kingspan Stadium           | 16 de septiembre | 19:05     |
| Edinburgh             | 20 - 33   | Leinster         | BT Murrayfield Stadium     | 16 de septiembre | 19:35     |
| Newport Gwent Dragons | 16 - 20   | Munster          | Rodney Parade              | 17 de septiembre | 17:15     |
| Zebre                 | 25 - 22   | Connacht         | Stadio Sergio Lanfranchi   | 17 de septiembre | 18:05     |
| Ospreys               | 64 - 10   | Benetton Treviso | Liberty Stadium            | 17 de septiembre | 19:35     |
| 1.                    |           |                  |                            |                  |           |

| Jornada 4        | Jornada 4 | Jornada 4             | Jornada 4                | Jornada 4        | Jornada 4 |
| Local            | Resultado | Visitante             | Estadio                  | Fecha            | Hora      |
| ---------------- | --------- | --------------------- | ------------------------ | ---------------- | --------- |
| Glasgow Warriors | 17 - 22   | Ulster                | Scotstoun Stadium        | 23 de septiembre | 19:35     |
| Leinster         | 31 - 19   | Ospreys               | RDS Arena                | 23 de septiembre | 19:35     |
| Benetton Treviso | 27 - 11   | Newport Gwent Dragons | Irish Independent Park   | 23 de septiembre | 20:05     |
| Munster          | 28 - 14   | Edinburgh             | Thomond Park             | 24 de septiembre | 15:00     |
| Zebre            | 21 - 23   | Cardiff Blues         | Stadio Sergio Lanfranchi | 24 de septiembre | 17:05     |
| Scarlets         | 17 - 8    | Connacht              | Parc y Scarlets          | 24 de septiembre | 19:35     |

| Jornada 5             | Jornada 5 | Jornada 5        | Jornada 5                  | Jornada 5        | Jornada 5 |
| Local                 | Resultado | Visitante        | Estadio                    | Fecha            | Hora      |
| --------------------- | --------- | ---------------- | -------------------------- | ---------------- | --------- |
| Connacht              | 28 - 15   | Edinburgh        | Galway Sportsgrounds       | 30 de septiembre | 19:35     |
| Newport Gwent Dragons | 17 - 26   | Glasgow Warriors | Rodney Parade              | 30 de septiembre | 19:35     |
| Munster               | 49 - 5    | Zebre            | Thomond Park               | 1 de octubre     | 17:00     |
| Ulster                | 9 - 7     | Ospreys          | Kingspan Stadium           | 1 de octubre     | 18:30     |
| Cardiff Blues         | 13 - 16   | Leinster         | BT Sport Cardiff Arms Park | 1 de octubre     | 19:35     |
| Benetton Treviso      | 6 - 22    | Scarlets         | Stadio Comunale di Monigo  | 1 de octubre     | 20:05     |

| Jornada 6 | Jornada 6 | Jornada 6             | Jornada 6                | Jornada 6    | Jornada 6 |
| Local     | Resultado | Visitante             | Estadio                  | Fecha        | Hora      |
| --------- | --------- | --------------------- | ------------------------ | ------------ | --------- |
| Connacht  | 30 - 25   | Ulster                | Galway Sportsgrounds     | 7 de octubre | 19:35     |
| Edinburgh | 45 - 10   | Benetton Treviso      | BT Murrayfield Stadium   | 7 de octubre | 19:35     |
| Ospreys   | 46 - 24   | Cardiff Blues         | Liberty Stadium          | 7 de octubre | 19:35     |
| Leinster  | 25 - 14   | Munster               | RDS Arena                | 8 de octubre | 14:05     |
| Zebre     | 28 - 33   | Glasgow Warriors      | Stadio Sergio Lanfranchi | 8 de octubre | 17:05     |
| Scarlets  | 31 - 27   | Newport Gwent Dragons | Parc y Scarlets          | 8 de octubre | 19:35     |

| Jornada 7        | Jornada 7 | Jornada 7             | Jornada 7                  | Jornada 7     | Jornada 7 |
| Local            | Resultado | Visitante             | Estadio                    | Fecha         | Hora      |
| ---------------- | --------- | --------------------- | -------------------------- | ------------- | --------- |
| Ulster           | 14 - 15   | Munster               | Kingspan Stadium           | 28 de octubre | 19:05     |
| Glasgow Warriors | 31 - 14   | Benetton Treviso      | Scotstoun Stadium          | 28 de octubre | 19:35     |
| Edinburgh        | 14 - 19   | Zebre                 | BT Murrayfield Stadium     | 28 de octubre | 19:35     |
| Cardiff Blues    | 15 - 26   | Scarlets              | BT Sport Cardiff Arms Park | 28 de octubre | 19:35     |
| Ospreys          | 35 - 17   | Newport Gwent Dragons | Liberty Stadium            | 29 de octubre | 15:00     |
| Leinster         | 24 - 13   | Connacht              | RDS Arena                  | 29 de octubre | 17:15     |

| Jornada 8             | Jornada 8 | Jornada 8        | Jornada 8                 | Jornada 8      | Jornada 8 |
| Local                 | Resultado | Visitante        | Estadio                   | Fecha          | Hora      |
| --------------------- | --------- | ---------------- | ------------------------- | -------------- | --------- |
| Newport Gwent Dragons | 21 - 16   | Connacht         | Rodney Parade             | 4 de noviembre | 19:15     |
| Munster               | 33 - 0    | Ospreys          | Thomond Park              | 4 de noviembre | 19:35     |
| Edinburgh             | 28 - 17   | Ulster           | BT Murrayfield Stadium    | 4 de noviembre | 19:35     |
| Benetton Treviso      | 28 - 34   | Cardiff Blues    | Stadio Comunale di Monigo | 4 de noviembre | 20:15     |
| Zebre                 | 10 - 33   | Leinster         | Stadio Sergio Lanfranchi  | 5 de noviembre | 17:05     |
| Scarlets              | 27 - 3    | Glasgow Warriors | Parc y Scarlets           | 5 de noviembre | 19:35     |

| Jornada 9             | Jornada 9 | Jornada 9        | Jornada 9            | Jornada 9       | Jornada 9 |
| Local                 | Resultado | Visitante        | Estadio              | Fecha           | Hora      |
| --------------------- | --------- | ---------------- | -------------------- | --------------- | --------- |
| Connacht              | 18 - 7    | Cardiff Blues    | Galway Sportsgrounds | 25 de noviembre | 19:35     |
| Ulster                | 68 - 21   | Zebre            | Kingspan Stadium     | 25 de noviembre | 19:35     |
| Glasgow Warriors      | 5 - 22    | Ospreys          | Scotstoun Stadium    | 25 de noviembre | 19:35     |
| Scarlets              | 38 - 29   | Leinster         | Parc y Scarlets      | 25 de noviembre | 19:35     |
| Munster               | 46 - 3    | Benetton Treviso | Thomond Park         | 26 de noviembre | 14:00     |
| Newport Gwent Dragons | 27 - 19   | Edinburgh        | Rodney Parade        | 27 de noviembre | 15:30     |
| 1.                    |           |                  |                      |                 |           |

| Jornada 10       | Jornada 10 | Jornada 10            | Jornada 10                 | Jornada 10     | Jornada 10 |
| Local            | Resultado  | Visitante             | Estadio                    | Fecha          | Hora       |
| ---------------- | ---------- | --------------------- | -------------------------- | -------------- | ---------- |
| Glasgow Warriors | 15 - 16    | Munster               | Scotstoun Stadium          | 2 de diciembre | 19:35      |
| Ospreys          | 31 - 22    | Edinburgh             | Liberty Stadium            | 2 de diciembre | 19:35      |
| Connacht         | 47 - 8     | Benetton Treviso      | Galway Sportsgrounds       | 3 de diciembre | 15:00      |
| Zebre            | 24 - 31    | Scarlets              | Stadio Sergio Lanfranchi   | 3 de diciembre | 15:05      |
| Cardiff Blues    | 22 - 35    | Ulster                | BT Sport Cardiff Arms Park | 3 de diciembre | 17:15      |
| Leinster         | 28 - 15    | Newport Gwent Dragons | RDS Arena                  | 3 de diciembre | 19:35      |

| Jornada 11       | Jornada 11 | Jornada 11            | Jornada 11                 | Jornada 11      | Jornada 11 |
| Local            | Resultado  | Visitante             | Estadio                    | Fecha           | Hora       |
| ---------------- | ---------- | --------------------- | -------------------------- | --------------- | ---------- |
| Ulster           | 23 - 7     | Connacht              | Kingspan Stadium           | 23 de diciembre | 19:35      |
| Benetton Treviso | 23 - 12    | Zebre                 | Stadio Comunale di Monigo  | 23 de diciembre | 19:35      |
| Cardiff Blues    | 27 - 16    | Newport Gwent Dragons | BT Sport Cardiff Arms Park | 26 de diciembre | 14:05      |
| Edinburgh        | 12 - 25    | Glasgow Warriors      | BT Murrayfield Stadium     | 26 de diciembre | 16:05      |
| Munster          | 29 - 17    | Leinster              | Thomond Park               | 26 de diciembre | 17:30      |
| Ospreys          | 19 - 9     | Scarlets              | Liberty Stadium            | 27 de diciembre | 15:00      |

#### Vuelta
| Jornada 12            | Jornada 12 | Jornada 12       | Jornada 12                | Jornada 12      | Jornada 12 |
| Local                 | Resultado  | Visitante        | Estadio                   | Fecha           | Hora       |
| --------------------- | ---------- | ---------------- | ------------------------- | --------------- | ---------- |
| Zebre                 | 19 - 24    | Edinburgh        | Stadio Sergio Lanfranchi  | 31 de diciembre | 12:00      |
| Benetton Treviso      | 28 - 35    | Glasgow Warriors | Stadio Comunale di Monigo | 31 de diciembre | 14:05      |
| Leinster              | 22 - 7     | Ulster           | RDS Arena                 | 31 de diciembre | 15:00      |
| Connacht              | 9 - 16     | Munster          | Galway Sportsgrounds      | 31 de diciembre | 17:30      |
| Scarlets              | 15 - 10    | Cardiff Blues    | Parc y Scarlets           | 1 de enero      | 15:00      |
| Newport Gwent Dragons | 0 - 10     | Ospreys          | Rodney Parade             | 1 de enero      | 17:05      |

| Jornada 13            | Jornada 13 | Jornada 13       | Jornada 13             | Jornada 13   | Jornada 13 |
| Local                 | Resultado  | Visitante        | Estadio                | Fecha        | Hora       |
| --------------------- | ---------- | ---------------- | ---------------------- | ------------ | ---------- |
| Newport Gwent Dragons | 26 - 8     | Benetton Treviso | Rodney Parade          | 6 de enero   | 19:15      |
| Leinster              | 70 - 6     | Zebre            | RDS Arena              | 6 de enero   | 19:35      |
| Scarlets              | 16 - 13    | Ulster           | Parc y Scarlets        | 6 de enero   | 19:35      |
| Ospreys               | 29 - 7     | Connacht         | Liberty Stadium        | 7 de enero   | 13:30      |
| Glasgow Warriors      | 29 - 15    | Cardiff Blues    | Scotstoun Stadium      | 7 de enero   | 19:35      |
| Edinburgh             | 9 - 10     | Munster          | BT Murrayfield Stadium | 3 de febrero | 19:35      |

| Jornada 14       | Jornada 14 | Jornada 14            | Jornada 14                 | Jornada 14    | Jornada 14 |
| Local            | Resultado  | Visitante             | Estadio                    | Fecha         | Hora       |
| ---------------- | ---------- | --------------------- | -------------------------- | ------------- | ---------- |
| Ulster           | 24 - 18    | Edinburgh             | Kingspan Stadium           | 10 de febrero | 19:35      |
| Glasgow Warriors | 14 - 26    | Scarlets              | Scotstoun Stadium          | 10 de febrero | 19:35      |
| Munster          | 45 - 17    | Newport Gwent Dragons | Thomond Park               | 10 de febrero | 19:35      |
| Zebre            | 10 - 40    | Ospreys               | Stadio Sergio Lanfranchi   | 10 de febrero | 20:00      |
| Cardiff Blues    | 13 - 19    | Connacht              | BT Sport Cardiff Arms Park | 12 de febrero | 13:05      |
| Benetton Treviso | 14 - 40    | Leinster              | Stadio Comunale di Monigo  | 12 de febrero | 13:30      |

| Jornada 15    | Jornada 15 | Jornada 15            | Jornada 15                 | Jornada 15    | Jornada 15 |
| Local         | Resultado  | Visitante             | Estadio                    | Fecha         | Hora       |
| ------------- | ---------- | --------------------- | -------------------------- | ------------- | ---------- |
| Leinster      | 39 - 10    | Edinburgh             | RDS Arena                  | 17 de febrero | 19:35      |
| Scarlets      | 42 - 7     | Zebre                 | Parc y Scarlets            | 17 de febrero | 19:35      |
| Cardiff Blues | 57 - 20    | Benetton Treviso      | BT Sport Cardiff Arms Park | 18 de febrero | 14:30      |
| Ulster        | 37 - 17    | Glasgow Warriors      | Kingspan Stadium           | 18 de febrero | 15:00      |
| Ospreys       | 23 - 25    | Munster               | Liberty Stadium            | 18 de febrero | 17:15      |
| Connacht      | 14 - 9     | Newport Gwent Dragons | Galway Sportsgrounds       | 18 de febrero | 19:35      |

| Jornada 16            | Jornada 16 | Jornada 16       | Jornada 16                | Jornada 16    | Jornada 16 |
| Local                 | Resultado  | Visitante        | Estadio                   | Fecha         | Hora       |
| --------------------- | ---------- | ---------------- | ------------------------- | ------------- | ---------- |
| Edinburgh             | 17 - 18    | Cardiff Blues    | BT Murrayfield Stadium    | 24 de febrero | 19:05      |
| Newport Gwent Dragons | 22 - 54    | Leinster         | Rodney Parade             | 24 de febrero | 19:30      |
| Munster               | 21 - 30    | Scarlets         | Thomond Park              | 24 de febrero | 19:35      |
| Ospreys               | 26 - 15    | Glasgow Warriors | Liberty Stadium           | 25 de febrero | 13:05      |
| Benetton Treviso      | 19 - 34    | Connacht         | Stadio Comunale di Monigo | 25 de febrero | 13:30      |
| Zebre                 | 17 - 40    | Ulster           | Stadio Sergio Lanfranchi  | 25 de febrero | 13:30      |

| Jornada 17       | Jornada 17 | Jornada 17            | Jornada 17                 | Jornada 17 | Jornada 17 |
| Local            | Resultado  | Visitante             | Estadio                    | Fecha      | Hora       |
| ---------------- | ---------- | --------------------- | -------------------------- | ---------- | ---------- |
| Connacht         | 33 - 3     | Zebre                 | Galway Sportsgrounds       | 3 de marzo | 19:35      |
| Ulster           | 19 - 7     | Benetton Treviso      | Kingspan Stadium           | 3 de marzo | 19:35      |
| Edinburgh        | 9 - 13     | Ospreys               | BT Murrayfield Stadium     | 3 de marzo | 19:35      |
| Glasgow Warriors | 47 - 17    | Newport Gwent Dragons | Scotstoun Stadium          | 4 de marzo | 15:00      |
| Cardiff Blues    | 13 - 23    | Munster               | BT Sport Cardiff Arms Park | 4 de marzo | 17:15      |
| Leinster         | 45 - 9     | Scarlets              | RDS Arena                  | 4 de marzo | 19:35      |

| Jornada 18            | Jornada 18 | Jornada 18    | Jornada 18                | Jornada 18  | Jornada 18 |
| Local                 | Resultado  | Visitante     | Estadio                   | Fecha       | Hora       |
| --------------------- | ---------- | ------------- | ------------------------- | ----------- | ---------- |
| Scarlets              | 26 - 10    | Edinburgh     | Parc y Scarlets           | 24 de marzo | 19:05      |
| Newport Gwent Dragons | 17 - 27    | Ulster        | Rodney Parade             | 24 de marzo | 19:35      |
| Zebre                 | 14 - 50    | Munster       | Stadio Sergio Lanfranchi  | 25 de marzo | 15:00      |
| Leinster              | 22 - 21    | Cardiff Blues | RDS Arena                 | 25 de marzo | 15:00      |
| Glasgow Warriors      | 35 - 24    | Connacht      | Scotstoun Stadium         | 25 de marzo | 17:15      |
| Benetton Treviso      | 13 - 5     | Ospreys       | Stadio Comunale di Monigo | 25 de marzo | 19:35      |

| Jornada 19 | Jornada 19 | Jornada 19            | Jornada 19               | Jornada 19 | Jornada 19 |
| Local      | Resultado  | Visitante             | Estadio                  | Fecha      | Hora       |
| ---------- | ---------- | --------------------- | ------------------------ | ---------- | ---------- |
| Edinburgh  | 19 - 22    | Connacht              | Myreside Stadium         | 7 de abril | 19:05      |
| Ulster     | 24 - 24    | Cardiff Blues         | Kingspan Stadium         | 7 de abril | 19:35      |
| Zebre      | 29 - 14    | Newport Gwent Dragons | Stadio Sergio Lanfranchi | 8 de abril | 15:00      |
| Ospreys    | 18 - 20    | Leinster              | Liberty Stadium          | 8 de abril | 15:00      |
| Scarlets   | 51 - 5     | Benetton Treviso      | Parc y Scarlets          | 8 de abril | 17:15      |
| Munster    | 10 - 7     | Glasgow Warriors      | Irish Independent Park   | 8 de abril | 19:35      |

| Jornada 20            | Jornada 20 | Jornada 20 | Jornada 20                | Jornada 20  | Jornada 20 |
| Local                 | Resultado  | Visitante  | Estadio                   | Fecha       | Hora       |
| --------------------- | ---------- | ---------- | ------------------------- | ----------- | ---------- |
| Glasgow Warriors      | 45 - 10    | Zebre      | Scotstoun Stadium         | 14 de abril | 19:35      |
| Cardiff Blues         | 35 - 17    | Ospreys    | Millennium Stadium        | 15 de abril | 14:45      |
| Munster               | 22 - 20    | Ulster     | Thomond Park              | 15 de abril | 15:00      |
| Newport Gwent Dragons | 16 - 21    | Scarlets   | Millennium Stadium        | 15 de abril | 17:15      |
| Connacht              | 24 - 37    | Leinster   | Galway Sportsgrounds      | 15 de abril | 19:35      |
| Benetton Treviso      | 21 - 6     | Edinburgh  | Stadio Comunale di Monigo | 15 de abril | 20:05      |

| Jornada 21       | Jornada 21 | Jornada 21            | Jornada 21                | Jornada 21  | Jornada 21 |
| Local            | Resultado  | Visitante             | Estadio                   | Fecha       | Hora       |
| ---------------- | ---------- | --------------------- | ------------------------- | ----------- | ---------- |
| Cardiff Blues    | 30 - 24    | Zebre                 | Cardiff Arms Park         | 28 de abril | 19:05      |
| Leinster         | 31 - 30    | Glasgow Warriors      | RDS Arena                 | 28 de abril | 19:35      |
| Edinburgh        | 24 - 20    | Newport Gwent Dragons | Myreside Stadium          | 28 de abril | 19:35      |
| Ospreys          | 24 - 10    | Ulster                | Liberty Stadium           | 29 de abril | 15:00      |
| Benetton Treviso | 14 - 34    | Munster               | Stadio Comunale di Monigo | 29 de abril | 19:05      |
| Connacht         | 8 - 30     | Scarlets              | Galway Sportsgrounds      | 29 de abril | 19:35      |

| Jornada 22            | Jornada 22 | Jornada 22       | Jornada 22               | Jornada 22 | Jornada 22 |
| Local                 | Resultado  | Visitante        | Estadio                  | Fecha      | Hora       |
| --------------------- | ---------- | ---------------- | ------------------------ | ---------- | ---------- |
| Munster               | 50 - 14    | Connacht         | Thomond Park             | 6 de mayo  | 17:15      |
| Ulster                | 17 - 13    | Leinster         | Kingspan Stadium         | 6 de mayo  | 17:15      |
| Glasgow Warriors      | 18 - 29    | Edinburgh        | Scotstoun Stadium        | 6 de mayo  | 17:15      |
| Newport Gwent Dragons | 24 - 26    | Cardiff Blues    | Constructaquote Stadium  | 6 de mayo  | 17:15      |
| Scarlets              | 40 - 17    | Ospreys          | Parc y Scarlets          | 6 de mayo  | 17:15      |
| Zebre                 | 3 - 19     | Benetton Treviso | Stadio Sergio Lanfranchi | 6 de mayo  | 18:15      |

### Fase eliminatoria
|  | Semifinales | Semifinales | Semifinales |          |         | Final   | Final | Final |  |
|  |             |             |             |          |         |         |       |       |  |
|  |             |             |             |          |         |         |       |       |  |
|  | Munster     | Munster     | 23          |          |         |         |       |       |  |
|  | Munster     | Munster     | 23          |          |         |         |       |       |  |
|  | Ospreys     | Ospreys     | 3           |          |         |         |       |       |  |
|  | Ospreys     | Ospreys     | 3           |          | Munster | Munster | 22    |       |  |
|  |             |             |             |          | Munster | Munster | 22    |       |  |
|  |             |             | Scarlets    | Scarlets | 46      |         |       |       |  |
|  | Leinster    | Leinster    | Scarlets    | Scarlets | 46      | 15      |       |       |  |
|  | Leinster    | Leinster    |             |          |         | 15      |       |       |  |
|  | Scarlets    | Scarlets    | 27          |          |         |         |       |       |  |
|  | Scarlets    | Scarlets    | 27          |          |         |         |       |       |  |
|  |             |             |             |          |         |         |       |       |  |

#### Semifinales
| 19 de mayo de 2017, 19:45 UTC (UTC+0) | Leinster | 15 – 27 | Scarlets | RDS Arena, Dublín                                         |                                                           |
|                                       |          | Reporte |          | Asistencia: 15 861 espectadores Árbitro(s): Marius Mitrea | Asistencia: 15 861 espectadores Árbitro(s): Marius Mitrea |

| 20 de mayo de 2017, 18:15 UTC (UTC+0) | Munster | 23 – 3  | Ospreys | Thomond Park, Limerick                                  |                                                         |
|                                       |         | Reporte |         | Asistencia: 18 332 espectadores Árbitro(s): Luke Pearce | Asistencia: 18 332 espectadores Árbitro(s): Luke Pearce |

#### Final
| 27 de mayo de 2017, 18:15 UTC (UTC+0) | Munster | 22 – 46 | Scarlets | Aviva Stadium, Dublín                                   |                                                         |
|                                       |         | Reporte |          | Asistencia: 44 558 espectadores Árbitro(s): Nigel Owens | Asistencia: 44 558 espectadores Árbitro(s): Nigel Owens |

| Bandera de Gales |
| Campeón Scarlets |
| Segundo título   |

## Resultados en detalle

### Cuadro de resultados
| Clubs                 | BRT   | CB    | CR    | ER    | GW    | S     | LR    | MR    | NGD   | O     | UR    | Z     |
| --------------------- | ----- | ----- | ----- | ----- | ----- | ----- | ----- | ----- | ----- | ----- | ----- | ----- |
| Benetton Treviso      |       | 28-34 | 19-34 | 21-6  | 28-35 | 6-22  | 14-40 | 14-34 | 27-11 | 13-5  | 11-22 | 23-12 |
| Cardiff Blues         | 57-20 |       | 13-19 | 34-16 | 23-19 | 15-26 | 13-16 | 13-23 | 27-16 | 35-17 | 22-35 | 30-24 |
| Connacht Rugby        | 47-8  | 18-7  |       | 28-15 | 5-41  | 8-30  | 24-37 | 9-16  | 14-9  | 11-32 | 30-25 | 33-3  |
| Edinburgh Rugby       | 45-10 | 17-18 | 19-22 |       | 12-25 | 20-9  | 20-33 | 9-10  | 24-20 | 9-13  | 28-17 | 14-19 |
| Glasgow Warriors      | 31-14 | 29-15 | 35-24 | 18-29 |       | 14-26 | 33-25 | 15-16 | 47-17 | 5-22  | 17-22 | 45-10 |
| Scarlets              | 51-5  | 15-10 | 17-8  | 26-10 | 27-3  |       | 38-29 | 13-23 | 31-27 | 40-17 | 16-13 | 42-7  |
| Leinster Rugby        | 20-8  | 22-21 | 24-13 | 39-10 | 31-30 | 45-9  |       | 25-14 | 28-15 | 31-19 | 22-7  | 70-6  |
| Munster Rugby         | 46-3  | 23-24 | 50-14 | 28-14 | 10-7  | 21-30 | 29-17 |       | 45-17 | 33-0  | 22-20 | 49-5  |
| Newport Gwent Dragons | 26-8  | 24-26 | 21-16 | 27-19 | 17-26 | 16-21 | 22-54 | 16-20 |       | 0-10  | 17-27 | 11-6  |
| Ospreys               | 64-10 | 46-24 | 29-7  | 31-22 | 26-15 | 19-9  | 18-20 | 23-25 | 35-17 |       | 24-10 | 59-5  |
| Ulster Rugby          | 19-7  | 24-24 | 23-7  | 24-18 | 37-17 | 19-8  | 17-13 | 14-15 | 29-8  | 9-7   |       | 68-21 |
| Zebre                 | 3-19  | 21-23 | 25-22 | 19-24 | 28-33 | 24-31 | 10-33 | 14-50 | 29-14 | 10-40 | 17-40 |       |

|  | Victoria local |  | Empate |  | Derrota local |

## Estadísticas
| Rank | Jugador          | Club                  | Puntos |
| ---- | ---------------- | --------------------- | ------ |
| 1    | Rhys Patchell    | Llanelli Scarlets     | 145    |
| 2    | Tyler Bleyendaal | Munster Rugby         | 144    |
| 3    | Angus O'Brien    | Newport Gwent Dragons | 130    |
| 4    | Steven Shingler  | Cardiff Blues         | 128    |
| 5    | Duncan Weir      | Edinburgh Rugby       | 116    |

| Rank | Jugador                | Club              | Tries |
| ---- | ---------------------- | ----------------- | ----- |
| 1    | Steffan Evans          | Llanelli Scarlets | 13    |
| 2    | Ronan O'Mahony         | Munster Rugby     | 9     |
| 2    | Jacob Stockdale        | Ulster Rugby      | 9     |
| 2    | Andrew Conway          | Munster Rugby     | 9     |
| 5    | Rory O'Loughlin        | Leinster Rugby    | 8     |
| 5    | Joey Carbery           | Leinster Rugby    | 8     |
| 5    | Tommy Seymour          | Glasgow Warriors  | 8     |
| 5    | D. T. H. van der Merwe | Glasgow Warriors  | 8     |